# 美丽扇贝
，是莺蛤目海扇蛤科锦海扇蛤属的一种。主要分布于中国大陆、台湾，常栖息在北部湾海区（水深23－36.5米）、潮下带50米以内、底质为泥质砂、粗沙、贝壳及泥沙。